# Sylvain Kastendeuch
Sylvain Pierre Kastendeuch (Hayange, 31 agosto 1963) è un ex calciatore francese, di ruolo difensore.

## Carriera

### Club
Ha trascorso la maggior parte della sua carriera al Metz, di cui è primatista di presenze con 439 incontri disputati in dodici stagioni non consecutive, vincendo due edizioni della Coppa di Francia e della Coppa di Lega. Con 577 gare disputate nella massima divisione francese figura al sesto posto nella classifica delle presenze di categoria.

### Dopo il ritiro
Dal 2001 al 2008 ha ricoperto il ruolo di assessore alle politiche sportive giovanili di Metz. Dal 2006, affianca Philippe Piat alla presidenza dell'UNFP, il sindacato dei calciatori professionisti francesi.

## Palmarès

### Club

#### Competizioni nazionali
- Coppa di Francia: 2

Metz: 1983-1984, 1987-1988
- Coppa di Lega francese: 2

Metz: 1985-1986, 1995-1996